# در دامگه حادثه
در دامگه حادثه: بررسی علل و عوامل فروپاشی حکومت شاهنشاهی، عنوان کتابی در قالب تاریخ شفاهی است که توسط عرفان قانعی‌فرد تدوین شده و در آن وی به گفت‌وگوی تفصیلی با پرویز ثابتی (رئیس اداره کل سوم ساواک و سخنگوی رسمی آن سازمان طی سال‌های ۱۳۵۳ تا آبان ۱۳۵۷ در دوران محمدرضا شاه پهلوی) پرداخته‌ است.
این کتاب اواخر سال ۱۳۹۰، شرکت کتاب در لس‌آنجلس کالیفرنیا چاپ و اوایل سال ۱۳۹۱ منتشر شد. این اثر در قطع وزیری متوسط، به صورت سؤال و جواب و دارای پاورقی‌های مفصل و مفید است. کتاب شامل ۶۷۰ صفحه محتوا و ۸ صفحه تصاویر مربوط به دوران پهلوی و کلیشه روزنامه‌های اوایل انقلاب ۱۳۵۷ است.
دربارهٔ نظرات مصاحبه‌شونده، نقدهای مختلفی نوشته شده است که درستی مطالب را به چالش کشیده‌اند. مجله مهرنامه در شمارهٔ بیست و سوم و در تاریخ ۴ اردیبهشت ۱۳۹۰، پروندهٔ مفصلی را تحت عنوان «انتقام از روشنفکران» به این کتاب اختصاص داد. این کتاب در ایران توسط نشر علم منتشر شده‌ است. وی در پایان، اظهار کرد که این کتاب گفت‌وگو، توسط آقای ثابتی بازبینی و تأیید شده و امیدوار است که زمینهٔ انتشار یادداشت‌های شخصی آقای ثابتی را در سال‌های آتی فراهم کند.

## فهرست مطالب
در مقدمه:
- سخن ویراستار
- یادداشت: پرویز ثابتی
- مقدمه: نادر انتصار

و محتوی:
1. ایران در دامگه حادثه
2. سیاست امنیتی در برابر مخالفان
3. سنگ را بستن و سگ را گشودن
4. در پس پرده ساواک
5. در حاشیه و بطن انقلاب

## نقدها
پرویز ثابتی در کتاب در دامگه حادثه، به محمد مصدق تاخته و شکنجه زندانیان را به دولت وی نسبت داده است. همچنین در مورد علی شریعتی، در صفحه ۲۸۰ کتاب «در دامگه حادثه»، می‌نویسد: «ما به دکتر علی شریعتی در زندان تریاکش را می‌رساندیم تا نمیرد.» اما احسان شریعتی فرزند علی شریعتی ادعا کرد همکاری پدرش با ساواک را خلاف واقع است و تهمت‌های دیگر را به‌شدت مردود می‌داند. پرویز خرسند -ویراستار کتاب‌های شریعتی-  و دوست علی شریعتی هم مدعی شده که شاهد یک ملاقات ثابتی با شریعتی بوده است از شریعتی نقل می‌کند که ثابتی از شریعتی خواسته بود در ازای گرفتن پول ایران را ترک کند که شریعتی به این تقاضا اهمیتی نمی‌دهد و این باعث عصبانیت ثابتی در پایان ملاقات می‌شود. به علاوه، خرسند، ادعای مصرف مواد مخدر شریعتی و این را که این مسئله باعث سکتهٔ وی شده باشد، مردود می‌شمارد.
عده ای میگویند در کتاب در دامگه حادثه، در چند مورد خاطره‌ها تغییر شکل یافته و با خاطره‌های دیگری مخلوط شده است هرچند طبیعیست که مصاحبه ای با این ابعاد و پس از سالهای طولانی ناخواسته ناهمخوانی ها و یا اشتباهات لفظی داشته باشد ، عده ای کوشیده اند کل رویایت پرویز ثابتی را بی اعتبار سازند از جمله گفته شده
- محمدرضا سعادتی را (که در زمره افراد مرتبط با مهدی رضایی بود و در همان ارتباط هم دستگیر شده بود و هرگز در زندان ساری نبود)، نه یک بار، چند بار به جای «حسین عزتی کمره‌ای» (از گروه ستاره سرخ)، کنار «تقی شهرام» می‌نشاند و فرار او از زندان ساری را (با شهرام و احمدیان افسر زندان) توضیح می‌دهد (صفحه ۲۶۷ کتاب).
- «سیاوش کسرایی» را به مدیر کلی حزب توده ارتقاء می‌دهد (صفحه ۵۸۱).
- پایان داستان ترور تیمور بختیار آنچنان که باید گفته نشده و آگاهانه به آمر اصلی قتل (که پروژه حذف بختیار را در اختیار داشت)، اشاره نشده و تنها نام عامل آن ترور (آگلن ماطاووسیان) گفته شده است (ص ۱۸۷ در دامگه حادثه).
- قتل بیژن جزنی و ذوالانوار و… (۹ زندانی که سال ۱۳۵۴ ساواک ادعا نمود حین فرار کشته شدند) همچنان در پرده ابهام باقی‌مانده است.
ثابتی با توجه به آگاهی افکار عمومی از فضای بدون عدالت و عقلانیت در دادگاههای مورد حمایت منتقدان ساواک پس از رویدادهای سال ۵۷ و وجود نمونه هایی مانند دادگاه عاملان فاجعه سینما رکس آبادان که کاملا برای رد گم کنی عوامل شریک در انقلاب ۵۷ با اعدام شاهدان و آگاهان از پرسنل شهربانی و حتی صاحب سینمارکس پایان یافت میگوید مطالب بهمن نادری‌پور (تهرانی بازجوی ساواک) در دادگاهش دروغ است و او این حرف‌ها را زده که زنده بماند و رژیم از بیم آنکه بعداً پشیمان شود و حرف‌هایش را پس بگیرد، اعدامش کرده است، در صفحه ۲۵۷ کتاب در دامگه حادثه می‌گوید:
 مأمورین قصد داشته‌اند تعدادی از زندانیان را از زندان اوین به زندان دیگری منتقل کنند و در حوالی بزرگراه شاهنشاهی، زندانیان در یک «ون» (خودرو) بودند… با بریدن دستبند از «ون» خارج شده و قصد فرار داشتند و… مأمورین به طرف آن‌ها تیراندازی و ۹ نفر از زندانیان کشته شدند. 
مخالفان ثابتی مدعی اند بزرگراه شاهنشاهی حالا اسمش بزرگراه مدرس است. سال ۱۳۵۴ بزرگراه شاهنشاهی هر دو طرفش بیابان بود. زندانیان انگیزه فرار به بیابان نداشته اند و همچنین مدعی اند حمل رهبران دو سازمان مسلح کنار هم در یک ون برای انتقال باورپذیر نبوده است و میگویند از زندان اوین تا سر بزرگراه با اتومبیل حدود پنج شش دقیقه راه است. در این فاصله همه ۹ نفر نمی‌توانند برای فرار به توافق برسند. هرچند بسیاری از برنامه های فرار از پیش قابل طراحی است 
آنها مدعی اند چشم‌ها را هنگام انتقال می‌بستند و زندانیان به همدیگر یا به صندلی ماشین بسته می‌شدند. نمی‌شود همه ناگهان دستبندها را پاره کنند و فرار کنند. و میپرسند چرا به پای زندانیان تیر نخورد و همه بدون استثنا کشته شدند و مدعی اند فراریان همه از جلو گلوله خورده اند؟
مخالفان چپگرای ثابتی نتیجه گیری میکنند که چون در دستگاه‌های اطلاعاتی و امنیّتی، حیطه‌بندی وجود دارد. یک کارمند ساده اداره کل سوم ساواک می‌تواند مدعی شود من از چگونگی سر به نیست شدن ۹ زندانی (۲۹ فروردین ۱۳۵۴) اطلاع ندارم و چند و چون شکنجه و شوک الکتریکی (ادعای گروههای حامی جزنی معتقد به جنگ مسلحانه طبقاتی) را نمی‌دانم، از او پذیرفته می‌شود چون حیطه اطلاعاتی‌اش محدود است اما مدیر کل اداره سوم ساواک بر این‌گونه اطلاعات، اشراف دارد.
پرویز ثابتی بعد از اتمام کار کتاب و پیش از انتشار آن، روز ۱۸ بهمن ۱۳۹۰ در مصاحبه‌ای از قبل ضبط شده در برنامه «افق» (بخش فارسی صدای آمریکا) ضمن انکار دخالت خود در دستور یا اجرای شکنجه دربارهٔ بازداشت‌شدگان و زندانیان سیاسی در ساواک گفت که شکنجه در ساواک عملی غیرقانونی تلقی می‌شد و برای توجیه انجام شکنجه در ساواک، دیگر گروهای سیاسی منتقد مانند گروهای چپ را به شکنجه درون سازمانی متهم کرد. وی همچنین از دوران نخست‌وزیری محمد مصدق به عنوان دورانی که شدیدترین شکنجه‌ها علیه مخالفان صورت می‌گرفت نام برد.
در اینباره افراد بسیاری در میان زندانیان پیش از انقلاب ۵۷ هم سخنان ثابتی را تکرار کرده اند گفته ای در مشهوری از صادق خلخالی در دوران انزوای او هست که میگوید حتی یک سیلی از ساواک نخورده ام
مقام امنیتی حکومت مشروطه پادشاهی در آن گفتگو با اشاره به عدم دخالت ساواک در مرگ غلامرضا تختی، علی شریعتی و صمد بهرنگی، اخبار غیرواقعی در مورد ساواک را کار دشمنان ساواک دانست . پرویز ثابتی با جدا کردن «آمریت» از «عاملیت» اظهار داشت:
 «بنده همیشه به سهم خودم با شکنجه که یک چیز غیرقانونی بود مخالفت کرده‌ام و چون حقوق خوانده بودم به سهم خودم همیشه با هرچیزی که منجر به شکنجه شود مخالفت کرده‌ام و هیچ وقت هم خودم نه شکنجه دیده‌ام و نه بازجویی کرده‌ام»

پس از گفتگوی صدای آمریکا با پرویز ثابتی، شماری از زندانیان دوران شاه وی را به قلب واقعیت متهم نمودند. ناصر کاخساز نوشت: «پرویز ثابتی زیر هالهٔ محافظی از ارزش‌های وارونه، که ما به‌وجود آوردیم، رو در روی جسم و جان آسیب‌دیدهٔ ما ایستاد تا واقعیت‌های مجعول ما را به ما بقبولاند و یک بار دیگر نیز نفی‌مان کند…»
شماری از زندانیان سیاسی در زمان شاه، با یادآوری این نکته که «شکنجه بر طبق عهدنامه بین‌المللی منع شکنجه و مجازات‌های اهانت‌آمیز و غیرانسانی (مصوب مجمع عمومی سازمان ملل متحد در ۱۰ دسامبر ۱۹۸۴)، جنایت بین‌المللی به‌شمار می‌آید و دولت‌های عضو این عهدنامه و از جمله ایالات متحده آمریکا، موظفند کسانی را که در صدور دستور یا اعمال شکنجه نقش داشته‌اند، هر چند که ملیّت خارجی داشته و در خارج از قلمرو آنان مرتکب آن جنایات شده باشند، در محاکم خود مورد پیگرد قرار دهند.»، نوشتند:
«ما طعم شکنجه‌های دستگاه تحت مدیریت آقای ثابتی را چشیده و شاهد ضجه‌های دائمی بازداشت‌شدگان در اثر شکنجه در اتاق‌های بازجویی آن دوران بوده‌ایم و گواه وجود شکنجه به عنوان واقعیتی سیستماتیک، جاری و رایج در زمان مدیریت آقای ثابتی بر اداره سوم ساواک هستیم و اظهارات او در مصاحبه مذکور را، کتمان آگاهانه حقیقت تلقی می‌کنیم.»